# Eenbeekeinde
Eenbeekeinde is een wijk in de Belgische gemeente Destelbergen. De wijk ligt in het noordwesten van het grondgebied, zo'n twee kilometer ten westen van het dorpscentrum. De residentiële wijk ligt tegen de Gentse deelgemeente Sint-Amandsberg en is hier morfologisch sterk mee vergroeid. Tussen Eenbeekeinde en het centrum van Destelbergen ligt een groene buurt met verschillende kastelen, tussen Eenbeekeinde en Sint-Amandsberg het Sint-Baafskouterpark. 

## Geschiedenis
Bij opgravingen in de tweede helft van de 20ste eeuw bleek werden in het gebied resten van een Romeinse nederzetting gevonden.
De plaats bleef eeuwenlang een weidegebied tussen Destelbergen en Sint-Amandsberg, zoals ook te zien op de Ferrariskaart uit de jaren 1770. In het zuiden lag de Schelde en de weg van Gent naar Dendermonde. De Atlas der Buurtwegen uit het midden van de 19de eeuw toont hier al een landelijk gehucht met de naam Eenbeekeinde.
In die periode kwam ten noorden, in Sint-Amandsberg, de spoorlijn van Gent naar Sint-Niklaas te liggen. Het stuk ten noorden van Eenbeekeinde werd in 1911 opgebroken, toen de spoorlijn was omgelegd. De bebouwing in Eenbeekeinde nam ook toe, vooral aan de Dendermondsesteenweg.
In de tweede helft van de 20ste eeuw kwamen er in het voorheen landelijk gebied ook vele verkavelingen met villa's. Sinds 1957 werden in de groeiende wijk erediensten gehouden in een noodkapel. In 1966 werd de wijk een zelfstandige parochie, gewijd aan Pius X, en in 1967 werd een nieuwe kerk ingewijd. In 2016 werd de kerk aan de eredienst onttrokken.

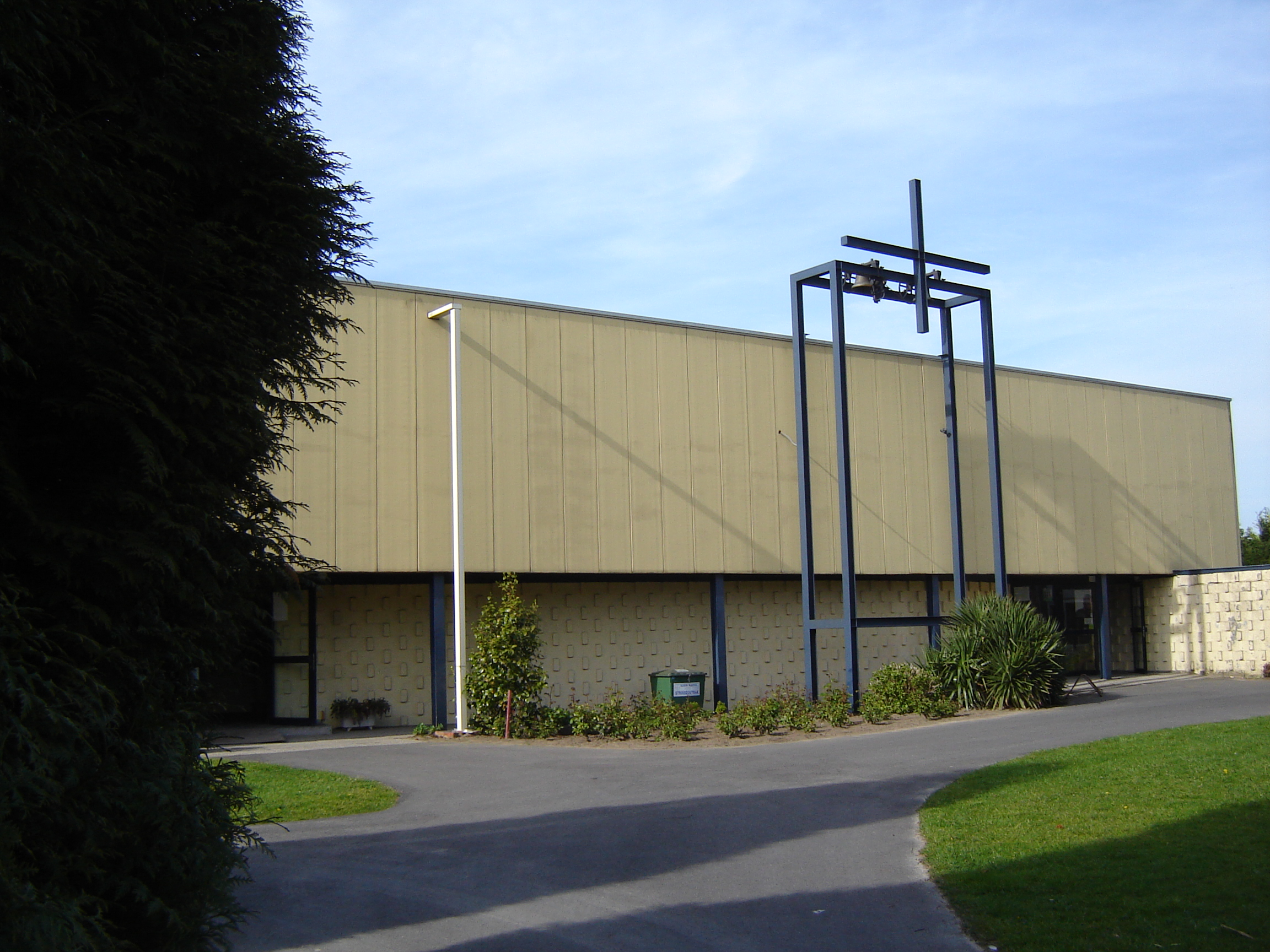
Heilige Pius X-kerk

## Verkeer en vervoer
Door het zuiden loopt in west-oostrichting de Dendermondesteenweg (N445), de weg van Gent naar Dendermonde. Iets ten noorden van de wijk, in Sint-Amandsberg, loopt in west-oostrichting de steenweg van Gent naar Antwerpen (N70).
Deelgemeenten: Destelbergen · Heusden

Wijken: Eenbeekeinde

Belgische gemeenten · Arrondissement Gent · Oost-Vlaanderen · Vlaanderen